# Преместване (вектор)
Преместване е векторна физична величина задаваща позицията на едно тяло или материална точка, отчитана спрямо неговата начална позиция. Посоката на вектора е от началната към крайната точка, а големината му е разстоянието между началната и крайна точка. Разстоянието е винаги положителна скаларна величина.
Векторната скорост и ускорението на едно тяло се изразяват съответно като първата и втората производна на преместването по отношение на времето.
SI единицата за преместване е метър.